# Густав Ашпирањ
Густав Ашпирањ, Алмаши (мађ. Aspirány Gusztáv, Almási; 1925 — 1971) био је мађарски фудбалер, интернационалац а играо је на позицијама нападача.

## Каријера

### Клуб
Почео је да игра фудбал у Кишпешти АЦ. Након тога је играо за МАВАГ и ФК Св. Ласло. После рата играо је у НБ I у тимовима Дожа МАДИС и Голдбергер. До 1952. био је фудбалер Бањаса из Дорог, где је његов најбољи резултат био пласман у финале Мађарског фудбалског купа 1952. године. Између 1953. и 1958. био је фудбалер Будимпештанске Доже. На пролећном првенству 1957. са екипом је освојио треће место. У лето 1958. прешао је у ФК Еђетертеш.  Од 1961. до 1963. постао је играч Вашаша из Веспреми.
У децембру 1971. доживео је саобраћајну несрећу, која је проузроковала његову смрт у болници неколико дана касније.

### Репрезентација
Између 1953. и 1957. два пута је наступио у репрезентацији Мађарске и постигао је два гола.

## Остварења

### Клуб
МТК
- НБ I:  
  - треће место: 1957. (јесен)
- Куп Мађарске у фудбалу:  
  - финалиста: 1951/52.